# Uitzet (uitrusting)
De uitzet is een complete uitrusting van kleren, linnengoed, borden en andere huishoudelijke artikelen. Vaak maakte het onderdeel uit van een bruidsschat, maar tegenwoordig is een uitzet een op zichzelf staand fenomeen. De term uitzet wordt soms ook met het doel gespecificeerd, zoals babyuitzet, huwelijksuitzet of keukenuitzet. 

## Linnenuitzet
Een uitzet van linnengoed bevat het bedlinnen, het huishoudlinnen, zoals handdoeken en tafellinnen, en vrouwen- en mannenhemden. Vanaf de zestiende eeuw tot de jaren vijftig van de twintigste eeuw begon een meisje in Nederland al op jonge leeftijd met het maken van merklappen, als opstapje voor zelf genaaide en geborduurde uitzet.

## Referentie
1. ↑  Gemerkt linnengoed, antiquetextile.info